# Жоан Маргаріт
Жоан Маргаріт і Консарнау ( нар. 11 травня 1938 — пом. 16 лютого 2021) — каталонський поет, архітектор і професор. Більшість його творів написана каталонською мовою. Лауреат премії Мігеля де Сервантеса за 2019 рік.

## Біографія
Народився в Санауха в родині Жоана Маргаріт і Серраделл, архітектора з Барселони, і Трінітат Консарнау і Сабате, викладачки в Л'Амеля-да-Мар (Таррагона), він ріс під час громадянської війни в Іспанії та Другої світової війни. Сім'я часто переїздила в різні місця Каталонії. У 1954 році сім'я Жоана оселилася на Канарських островах, але в 1956 році Маргаріт повернулася до Барселони, щоб завершити навчання з архітектури, поселившись в університетському гуртожитку. Через рік після закінчення навчання він познайомився з Маріоною Рібальта, через рік пара одружилася (1963). У них було три дочки (Моніка, Анна і Джоана) і син (Карлес).
З 1975 року Маргаріт жив у Сант-Жуст-Десверні, а з 1980-го працював там архітектором разом зі своїм другом і колегою Карле Буксаде. Крім того, з 1968 року до останнього часу він був професором структурних розрахунків у Технічній школі архітектури Барселони, що є частиною Політехнічного університету Каталонії.
Маргаріт почав публікувати вірші іспанською мовою в 1963 році. Після десятирічної перерви він видав Crónica за допомогою свого друга Хоакіма Марко, директора серії Ocnos у видавництві Barral Editores. З 1980 року він почав утверджуватись як поет каталонською мовою. Його твори перекладено англійською та івритом. Декламації віршів Маргаріта з музичним фоном записали музиканти Пере Ровіра, Жерар Кінтана, Араселі Айгуавіва та Мікель Поведа .
У жовтні 2008 року Маргаріт отримав Національну премію поезії за свою збірку «Будинок мизерикордії».
Помер у віці 82 років 16 лютого 2021 року в Сант-Жуст-Десверні від раку.

## Нагороди
- Премія Вісента Андреса Естельеса (1981)
- Премія Мікеля де Палола (1982)
- Премія критиків Erra d'Or (1982, 1987 та 2007)
- Премія Квіткових ігр Барселони (1983 та 1985)
- Національна премія критиків (Іспанія, 1984 та 2008)
- Премія Карлеса Ріби (1985)
- Премія Кадакес Кіма Жауме
- Премія Каваль Верд (2005)
- Національна літературна премія Женералітату Каталонії (2008)
- Премія Розалії де Кастро (2008)
- Національна премія з поезії (2008)
- Premio Víctor Sandoval Poetas del Mundo Latino (2013)
- Рекомендований переклад Poetry Book Society (2016)
- Премія Жауме Фустера, Associació d'Escriptors en LLengua Catalana (2016)
- Іберо-американська поетична премія Пабло Неруди (Чилі, 2017)[10]
- Премія Мігеля де Сервантеса (2019)[11]

## Твори

### Есе іспанською мовою
- Nuevas cartas a un joven poeta (Нові листи до молодого поета), Barril & Barral, 2009. Англійський переклад Крістофера Маурера, Чикаго, Swan Isle Press, 2011.

### Поезія каталонською
- L'ombra de l'altre mar Barcelona: Edicions 62, 1981
- Vell malentès València: Eliseu Climent/3i4, 1981
- El passat i la joia Vic: Eumo, 1982
- Cants d'Hekatònim de Tifundis Barcelona: La Gaia Ciència, 1982
- Raquel: la fosca melangia de Robinson Crusoe Barcelona: Edicions 62, 1983
- L'ordre del temps Barcelona: Edicions 62, 1985
- Mar d'hivern Barcelona: Proa, 1986
- Cantata de Sant Just Alacant: Institut d'Estudis Juan Gil-Albert, 1987
- La dona del navegant Barcelona: La Magrana, 1987
- Llum de plua Barcelona: Península, 1987
- Poema per a un fris Barcelona: Escola d'Arquitectes de Barcelona, 1987
- Edat roja Barcelona: Columna, 1990
- Els motius del llop Barcelona: Columna, 1993
- Aiguaforts Barcelona: Columna, 1995
- Remolcadors entre la boira Argentona: L'Aixernador, 1995; translated to English as Tugs in the Fog, Anna Crowe (Bloodaxe Books, 2006)
- Estació de França Madrid: Hiperión, 1999
- Poesia amorosa completa (1980—2000) Barcelona: Proa, 2001
- Joana Barcelona: Proa, 2002
- Els primers freds. Poesia 1975—1995 Barcelona: Proa, 2004
- Càlcul d'estructures Barcelona: Col. Óssa Menor, Enciclopèdia Catalana, 2005
- Casa de Misericòrdia Barcelona: Col. Óssa Menor, Enciclopèdia Catalana, 2007
- Misteriosament feliç Barcelona: Col. Óssa Menor, Enciclopèdia Catalana, 2008
- Noves cartes a un jove poeta Barcelona: Col. Óssa Menor, Enciclopèdia Catalana, 2009
- No era lluny ni difícil Barcelona: Col. Óssa Menor, Enciclopèdia Catalana, 2010